# Janine Jungfels
Janine Jungfels (6 de octubre de 1988) es una deportista australiana que compite en ciclismo en la modalidad de trials. Ganó cuatro medallas en el Campeonato Mundial de Ciclismo de Montaña entre los años 2013 y 2018.

## Palmarés internacional
| Campeonato Mundial | Campeonato Mundial            | Campeonato Mundial | Campeonato Mundial |
| Año                | Lugar                         | Medalla            | Competición        |
| ------------------ | ----------------------------- | ------------------ | ------------------ |
| 2013               | Pietermaritzburg ( Sudáfrica) | Medalla de bronce  | Trials 20″/26″     |
| 2015               | Vallnord ( Andorra)           | Medalla de oro     | Trials 20″/26″     |
| 2016               | Val di Sole ( Italia)         | Medalla de plata   | Trials 20″/26″     |
| 2018               | Chengdu ( China)              | Medalla de bronce  | Trials 20″/26″     |